# Franse literatuur in de 17e eeuw
De 17e eeuw begint in de Franse geschiedenis met de uitvaardiging van het Edict van Nantes door Hendrik van Navarra in 1598, wat een einde maakte aan de godsdienstoorlogen die Frankrijk in de voorgaande eeuw in de greep hielden, en eindigt met het overlijden van Lodewijk XIV in 1715. Het is een stabiele periode in Frankrijk en aan het einde van de eeuw is het land het machtigste in Europa. De Franse cultuur wordt de dominante van Europa. Dat is ook te merken in de kunsten, en met name in de literatuur. De Franse taal en literatuur werden gezien als belangrijkste bewijs van de Franse superioriteit en elegantie, en maakte zo deel uit van de cultuur die over heel Europa werd gespreid.
Ook in Frankrijk zelf genoot de taal veel aanzien. In 1635 werd de Académie française opgericht, die zich bezighoudt met de correcte spelling van het Frans. In 1694 brengen zij een woordenboek uit, de Dictionnaire de l'Académie française, die de norm in de spelling voorschrijft. Deze norm en dus de spelling van het Frans is sindsdien nagenoeg onveranderd gebleven, zodat eeuwenoude schrijvers zelfs makkelijk te lezen zijn voor het publiek van de 21e eeuw.
Naast een groot aantal stijlen en stromingen, zijn er twee stromingen die de Franse literatuur in de 17e eeuw bepalen: het classicisme en de barok. De twee sloten elkaar echter niet uit. Een aantal belangrijke schrijvers, onder wie Pierre Corneille, is in gelijke mate beïnvloed door beide stromingen.
Aan het einde van de eeuw verdwijnen de bestaande stromingen in de Verlichting. Lodewijk XIV, de Zonnekoning, zit dan al stevig in het zadel en Frankrijk is het machtigste land van Europa geworden.

## Barok
De barok is een stroming die uit Italië, en dan voornamelijk Toscane is gekomen met de aankomst van Catharina de' Medici aan het Franse hof. Deze stroming is een reactie op de sobere reformatie en bruist van het leven. Sensualiteit en frivoliteit staan centraal en in de literatuur is dat terug te zien in stijlfiguren als elegante woordspelletjes. Het blijft vrij onschuldig allemaal, de omgangsvormen in deze eeuw zijn erg streng vastgelegd, maar het libertinisme hangt al wel in de lucht en er wordt al een groot aantal satirische romans geschreven.

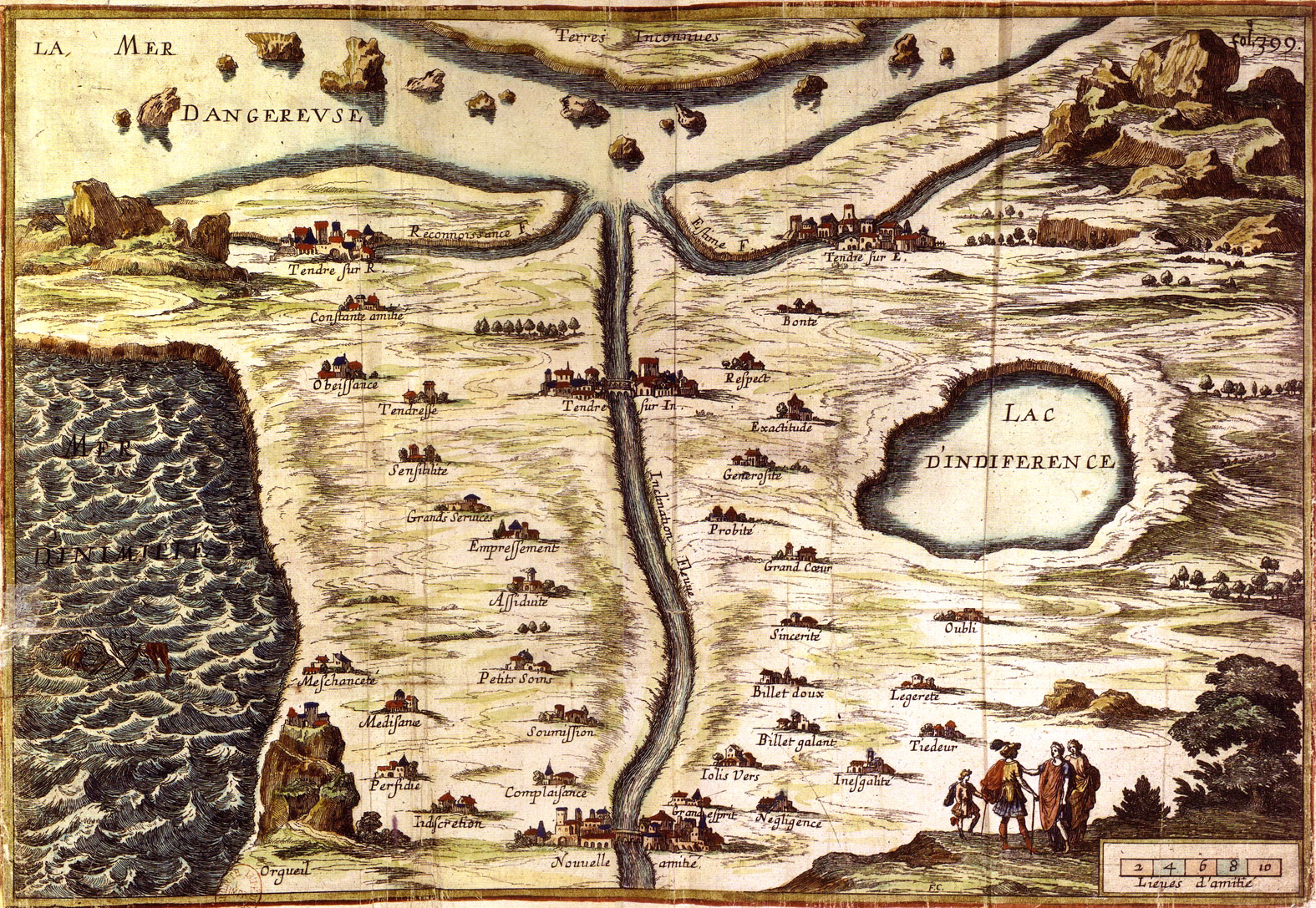
een "kaart"" van het gevoel, lievelingsonderwerp van de précieuses

### Précieuses
De Précieuses, vaak vrouwen van aristocratische afkomst die zich af willen zetten tegen de ruwe omgangsvormen aan het hof van Hendrik IV en daarna dat van Lodewijk XIII, zijn binnen de barok het meest op zoek naar verfijning en elegantie. Zij behoren tot de Europese stroming van het maniërisme. Ze hebben een bijzondere aandacht voor literatuur en houden zich daar voornamelijk mee bezig in de salons van Madame de Scudéry en Madame de Rambouillet. Men heeft een grote voorkeur voor onalledaags taalgebruik, als het gebruik van archaïsmen, neologismen of parafrases van hele zinnen, en dit alles om maar geen gangbare woorden te hoeven gebruiken.
Twee thema's genoten de voorkeur van de Précieuses: de pastorale poëzie, die het landleven verheerlijkte, en de liefde (onder andere de studie van de liefde en heldendichten met een liefdesplot). Een van de belangrijkste werken is L'Astrée van Honoré d'Urfé, dat tevens de eerste roman fleuve in de Franse literatuur is: meerdere romans die in hetzelfde milieu spelen maar afzonderlijk gelezen kunnen worden.

### Libertinisme
De andere kant van de barok, die het plezier niet zoekt in de verfijning maar juist in de aardse plezieren, is het libertinisme dat in de loop van de eeuw de kop opsteekt. Ze hebben een hekel aan het gekunstelde en vormelijke van het maniërisme. Ze laten het christendom los en neigen tot uitspattingen. Aan de andere kant verbinden zij de humanisten uit de renaissance met de Verlichtingsfilosofen van de 18e eeuw. Meest emblematisch voor deze levenshouding is Don Juan. Deze vorm van de barok zal het langste meegaan, omdat het aansluit bij de opvattingen van de verlichting, waarin de verheerlijking van het hemelse op wordt gegeven en gezocht wordt naar de beleving en de verklaring van het aardse.

## Classicisme

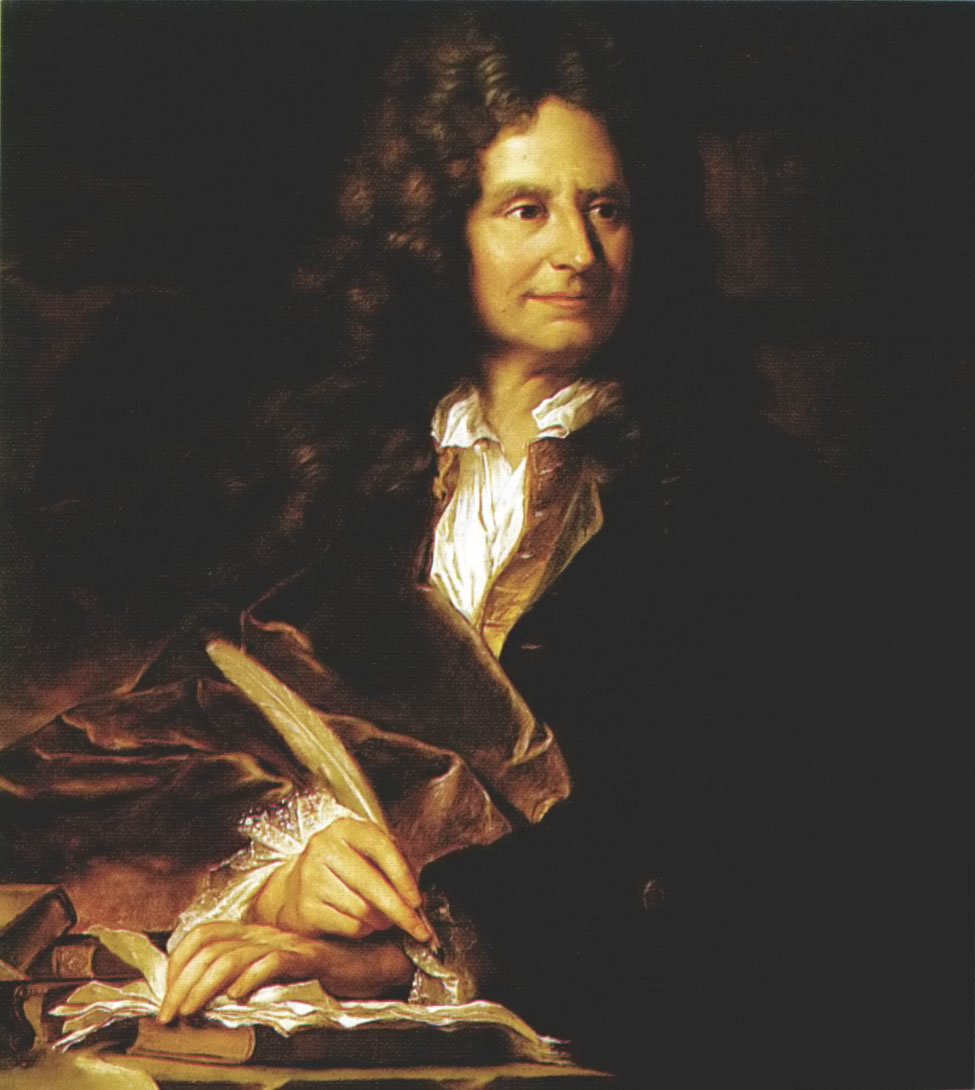
Nicolas Boileau

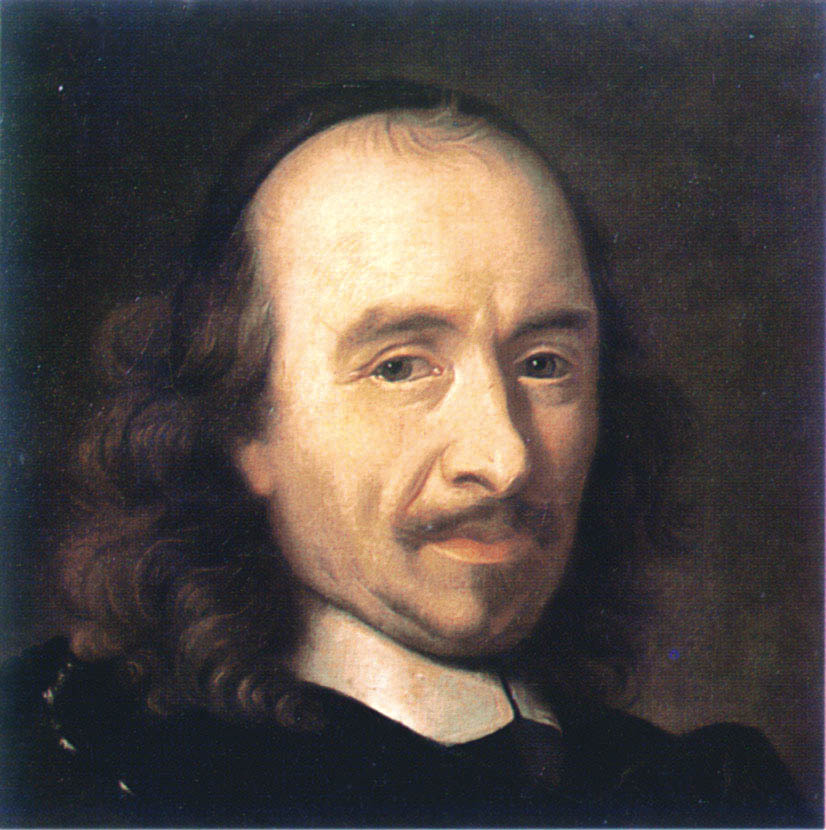
Pierre Corneille

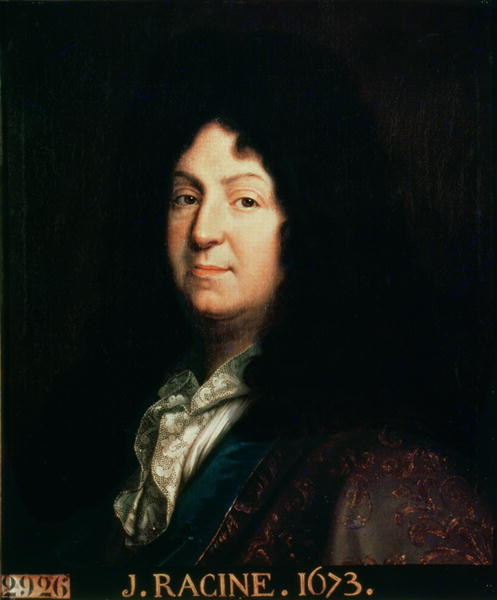
Jean Racine

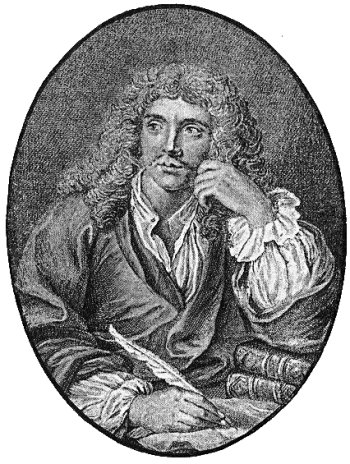
Molière

Het classicisme, over het algemeen meer bekend van de bouwkunst en de beeldende kunst, betekent in Frankrijk een ware bloeiperiode van de literatuur. Het is een reactie op de barok, in de ogen van de classicisten veel te betekenisloos en rommelig. De classicistische literatuur staat onder directe invloed van de denkbeelden van Descartes (Verhandeling over de methode, 1637), en Pascal (Pensées, eerste versie 1670). Binnen het classicisme is de rede het hoogste goed.
De belangrijkste vorm van literatuur in deze tijd is niet proza maar theaterteksten. Proza wordt gezien als onzuivere vorm en romans worden geassocieerd met de immorele précieuses.
Nicolas Boileau heeft de literaire esthetiek volgens deze denkbeelden beschreven in Art Poétique. Hij baseert zich op de grote schrijvers en denkers uit de Klassieke oudheid en dan met name Aristoteles. De theaterstukken moeten aan bijna mathematische regels voldoen. Het begrip vraisemblance, werkelijkheidsgelijkend, bepaalt de stijl, gebaseerd op bienséance (kuis) en imitatie van de fysieke wereld. Het is niet belangrijk of de imitatie ook daadwerkelijk op de fysieke wereld lijkt, zolang het publiek maar oordeelt dat het lijkt. Om de werkelijkheidsgelijkenis van een stuk te vergroten, is er de regel van de drie eenheden: het stuk dient te handelen over één actie, op één plaats in één dag.
Voor de thematiek wordt er vaak teruggegrepen op de Griekse en Romeinse oudheid. Met name Griekse teksten zijn een dankbare inspiratiebron. Drie toneelschrijvers zijn typerend voor de classicistische literatuur: Pierre Corneille, Jean Racine en Molière.

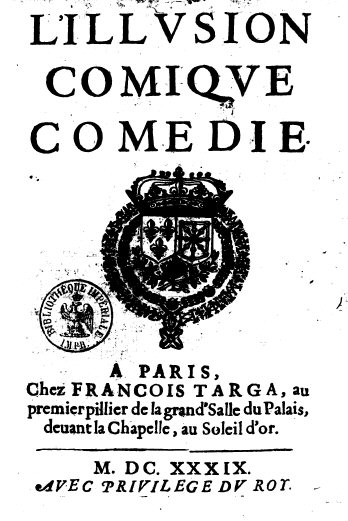

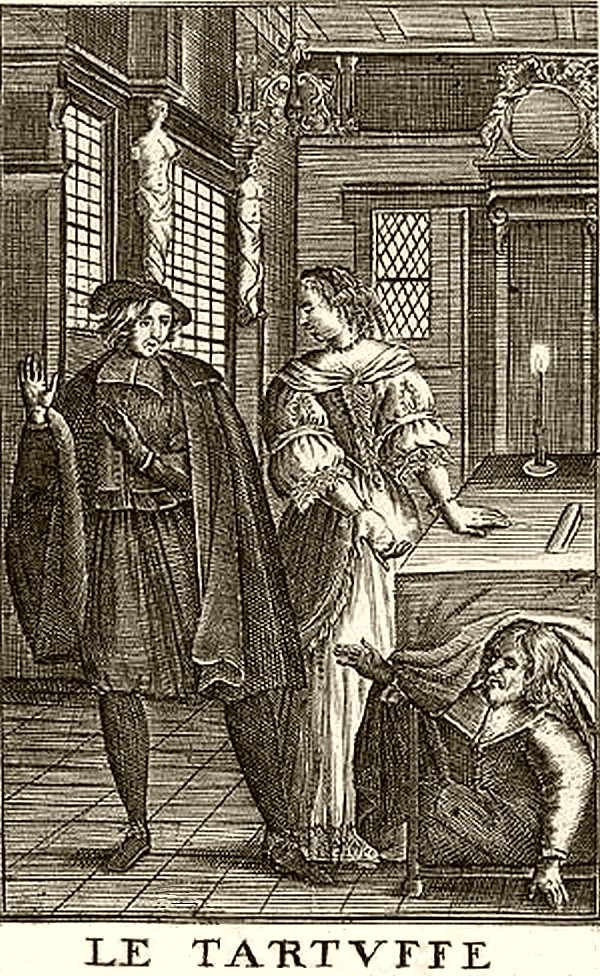

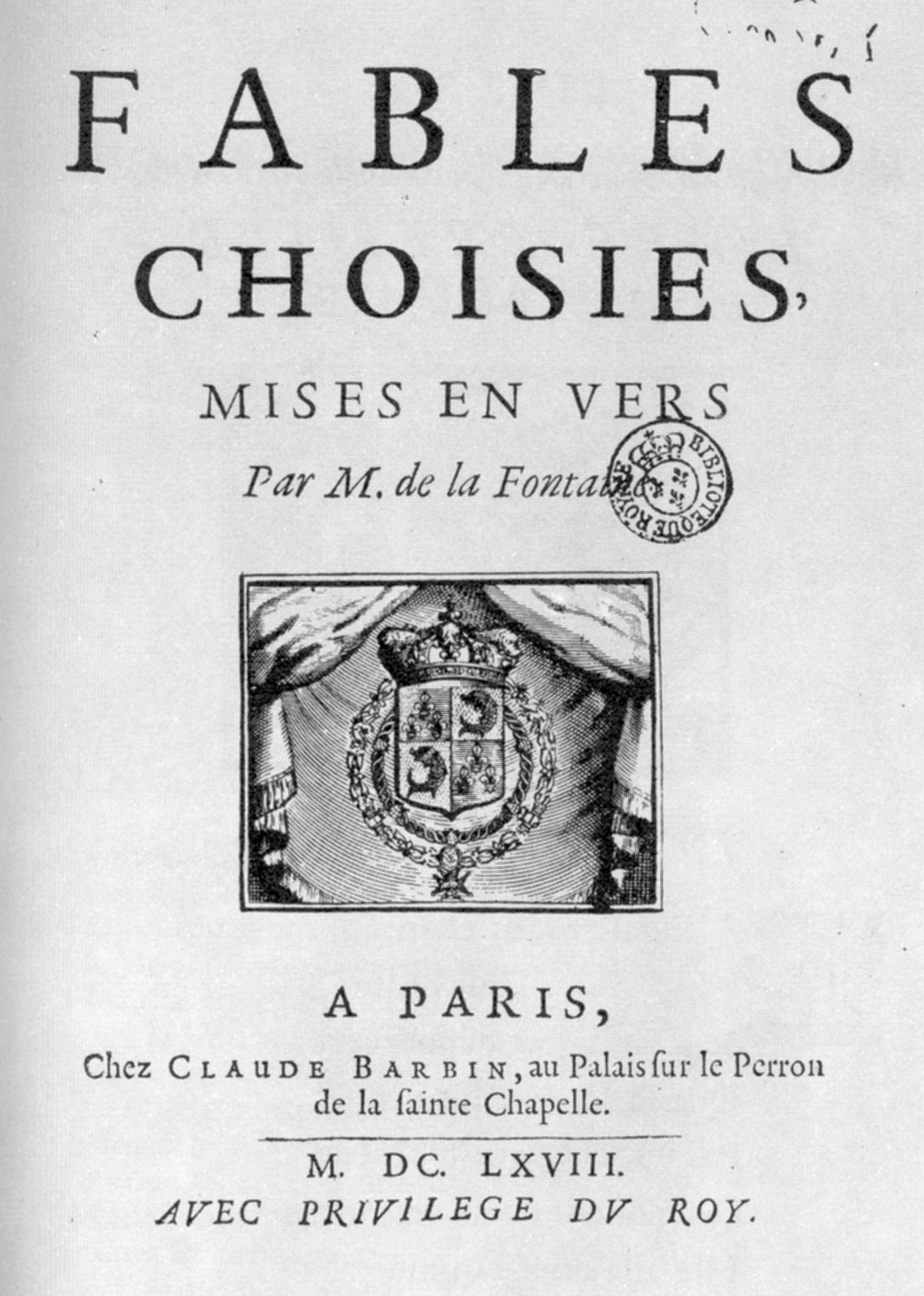

|  |
|  |
|  |

### Corneille
Corneille bevindt zich op het scharnierpunt tussen de barok en het classicisme. Er kan dan ook gesteld worden dat zijn werk beide stromingen in zich verenigde. Van het veertigtal werken dat hij geschreven heeft, zijn er een groot aantal gebaseerd op stukken uit de Oudheid, waaronder Mélite, 1629; Médée, 1635; Œdipe, 1659 en Attila, 1667. Maar hij inspireert zich verder ook op andere, minder oude, legendes, zoals in zijn bekendste stuk, Le Cid, 1636. Een ander zeer bekend stuk van hem is L'illusion Comique, 1636.
Karakteristieken van Corneilles werk zijn: wilskracht en heldendom, integriteit, het conflict tussen twee verschillende standpunten en de dichtheid en literaire kracht van zijn teksten.

### Racine
De specialiteit van Racine zijn de tragedies, met een duidelijke jansenistische invloed. Zijn stukken handelen vaak over personages die bezeten worden door hun passies en zich in situaties bevinden waarin dat onmogelijk is. Hij kiest hiervoor thema's uit de oudheid, bijvoorbeeld Phèdre, 1677. Phèdre (Phaedra) is een koningin die in de ban raakt van een onmogelijke liefde voor haar stiefzoon. Andere bekende stukken van de hand van Racine zijn Andromaque, 1667 (over Andromache) en Britannicus, 1669.

### Molière
Molière is bekend om zijn komedies. Niet alleen heeft hij ze zelf geschreven, maar met zijn gezelschap voert hij ze ook op, waarbij hijzelf vaak de hoofdrol speelt. Dit deed hij zo succesvol, dat zijn theatergroep zelfs het officiële gezelschap aan het hof van Lodewijk XIV werd.
In tegenstelling tot zijn tijdgenoten laat hij zich niet inspireren door de Oudheid, maar door de uit Italië overgewaaide commedia dell'arte. Zijn stukken voeren vaak 'typetjes' op die uit deze theatervorm afkomstig zijn. Deze personages worden beheerst door hun passies, zoals dat in de thematiek van het classicisme normaal is. Bij Molière neemt dit echter komische vormen aan. Zo is Tartuffe (1664) het archetype van de bedrieger. Meestal geven de titels van zijn stukken al aan welke "passie" hij aan de kaak wil stellen: Le misanthrope ("de mensenhater", 1666), L'avare ("de vrek", 1668), Le malade imaginaire ("de ingebeelde zieke", 1673).
Eenmaal werkzaam aan het hof, permitteert Molière zich zelfs maatschappijkritische stukken te vertonen. In Les précieuses ridicules (1659) maakt hij de adellijke vrouwen die zich met barokke literatuur inlaten belachelijk. Scherper zijn echter zijn aanvallen op het generatieprobleem (in L'école des femmes, 1662, waarin vagelijk de verlichting al aangekondigd wordt) en de geestelijkheid (in Tartuffe).

### Poëzie en proza
Ook de classicistische poëzie voldeed aan strenge regels. De belangrijkste dichter was François de Malherbe.
De enige schrijver die voor deze stijl wel aanvaardbare proza schreef, was Madame de La Fayette. Haar bekendste werk is La princesse de Clèves.

### De moralisten
Een vorm van geschreven kunst die erg populair was bij de classicisten was die van de maximes, aforismen of spreuken, en korte verhandelingen over moreel gedrag en misstanden in de wereld. De meeste filosofen uit deze tijd en uit de Verlichting hebben enkele bundels met dergelijke teksten gepubliceerd, sommigen hebben alleen deze werken nagelaten. Schrijvers en denkers uit deze stroming worden de moralisten genoemd. Dit moet echter niet verward worden met de moderne, Nederlandstalige betekenis van het woord moralist. Deze moralisten stelden zich enkel tot doel het beschrijven van de omgangsvormen en mores uit hun tijd, zonder daarover te willen oordelen.
De belangrijkste moralistische schrijver is Blaise Pascal, die naast zijn belangrijke theologische, natuur- en wiskundige werken als tijdverdrijf een aantal lichtere moralistische werken geschreven heeft. Hoewel de meeste van zijn theoretische en theologische werken niet tot de literatuur gerekend kunnen worden, kan dat van de Lettres Provinciales wel worden gezegd. De Lettres zijn een aantal brieven waarin Pascal zich voordoet als een provinciebewoner, die zich verbaast over de positie van de jezuïeten. Op deze manier uit Pascal zeer duidelijke kritiek op deze orde, wat veel stof deed opwaaien.
Een andere belangrijke moralist is Jean de La Fontaine, die zich voornamelijk bediende van het genre de fabel. In deze fabels schetst hij bepaalde misstanden in de maatschappij door als hoofdpersonen dieren te nemen. Veel van deze fabels zijn een onderdeel geworden van de canon van de westerse literatuur, zoals De krekel en de mier en De haas en de schildpad.
Schrijvers die met name bekend zijn geworden om hun aforismen zijn Nicolas Chamfort en La Rochefoucauld. Ook Jean de La Bruyère heeft daar een groot aantal van geschreven, maar deze laatste schrijver is met name bekend geworden door satirische beschrijvingen van stereotiepe persoonlijkheden. Een laatste belangrijke moralist die genoemd moet worden is Madame de Sévigné die in een aantal brieven wijze raad geeft aan haar dochter.